# Guy Périllat
Guy Périllat, född 24 februari 1940 i Annecy, är en fransk före detta alpin skidåkare.
Périllat blev olympisk silvermedaljör i störtlopp vid vinterspelen 1968 i Grenoble.